# Esplorazione di Plutone
L'esplorazione di Plutone rappresenta una sfida astronautica non indifferente data la distanza dalla Terra. Ogni missione spaziale nel sistema solare esterno deve essere dotata di un sistema di alimentazione in grado di fornire energia alla sonda senza la possibilità di conversione dell'energia solare attraverso l'uso di pannelli fotovoltaici. L'unica fonte praticabile di energia a grande distanza dal Sole è un generatore termoelettrico a radioisotopi.
La prima, e sinora unica, sonda ad aver visitato il pianeta nano è stata New Horizons il 14 luglio 2015. La sonda NASA ha compiuto un sorvolo ravvicinato (fly-by) del corpo celeste ad una quota di circa 12.500 km e a una velocità di oltre 13 km/s. New Horizons era partita il 19 gennaio del 2006 e dopo aver sorvolato Giove nel febbraio 2007 ha raggiunto l'orbita di Urano nel marzo 2011 e quella di Nettuno nell'agosto 2014.

## Prima della New Horizons
La Voyager 1 avrebbe potuto visitare Plutone, ma i controllori della missione hanno optato per un sorvolo di Titano, la più grande luna di Saturno, di cui hanno indagato l'atmosfera. A seguito di questo sorvolo ravvicinato la traiettoria della sonda è risultata incompatibile con Plutone.
La Voyager 2 invece non è mai stata su una traiettoria compatibile per un passaggio ravvicinato a Plutone.

### Pluto 350

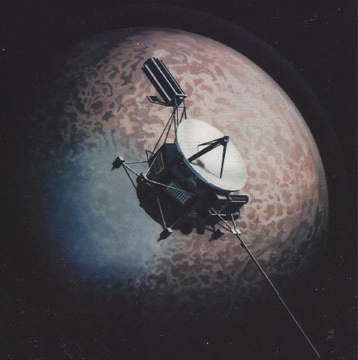
Immagine artistica della Pluto 350.

Pluto 350 fu un progetto pensato da Robert W. Farquhar per inviare un veicolo spaziale del peso di 350 chilogrammi verso Plutone. Il design minimalista della navicella doveva consentirgli di viaggiare più velocemente e di essere più economico, in contrasto con la maggior parte degli altri costosi progetti che la NASA stava sviluppando all'epoca, come Galileo e Cassini. A quel tempo si pensava che andando incontro all'inverno l'atmosfera di Plutone congelasse e ricadesse al suolo, così che la comunità scientifica spingeva per inviare una navicella per studiarla, in tempi brevi. La NASA pensò che il progetto fosse rischioso e la sonda troppo piccola, ma essendo meno costoso di altre proposte, come quella denominata Mariner Mark II (molto più costosa) rimase in corsa per ottenere l'approvazione per lo sviluppo.

### Pluto Fast Flyby
Nell'agosto del 1992, lo scienziato del JPL Robert Staehle telefonò allo scopritore di Plutone, Clyde Tombaugh, chiedendogli il permesso di visitare il suo pianeta."Gli dissi che era il benvenuto" ricordò Tombaugh in seguito. Staehle pensò a un progetto economico simile a Pluto 350, con costi ridotti e che potesse raggiungere velocemente Plutone. Inizialmente il progetto prevedeva due sonde del peso di 35-50 kg, che sarebbe costati, esclusi i costi di lancio, meno di 500 milioni di dollari. L'amministratore della NASA, Daniel S. Goldin, trasferì quindi le risorse impiegate per la Pluto 350 e la Mariner Mark II al nuovo progetto Pluto Fast Flyby. Durante lo sviluppo del progetto tuttavia, ci si accorse che le dimensioni e di conseguenza i costi sarebbero aumentati considerevolmente, inoltre Alan Stern successivamente affermò che in quel periodo il team scientifico era con il morale a terra per la perdita della missione Mars Observer, con la quale si perse il contatto nell'agosto del 1993 mentre tentava di entrare in orbita areocentrica.
Le navicelle dovevano essere lanciate usando vettori Titan IV, che sarebbero costati 400 milioni di dollari ciascuno, aumentando così il budget a oltre 1 miliardo. A causa dei crescenti vincoli di budget, il concetto di doppio veicolo spaziale venne scartato a favore dell'invio di un singolo veicolo spaziale. Tuttavia il progetto era ancora troppo costoso per l'amministratore Goldin. Alan Stern, come compromesso, raggiunse un accordo con gli scienziati dell'Istituto russo di ricerca spaziale a Mosca, per lanciare il Pluto Fast Flyby con un vettore Proton, facendo risparmiare alla NASA oltre 400 milioni di dollari in costi di lancio. Alec Galeev, capo dell'Istituto russo di ricerche spaziali, raggiunse l'accordo con Stern con la Russia che avrebbe incluso una sonda atmosferica che, dopo aver studiato la sua atmosfera con uno spettrometro di massa, sarebbe impattata sulla superficie.  La proposta venne inoltrata a Goldin, che però pose il veto, raccomandando invece che il JPL studiasse sulla possibilità che il Pluto Fast Flyby fosse lanciato con un vettore più piccolo, come il Delta II.

### Pluto Kuiper Express e altra proposta

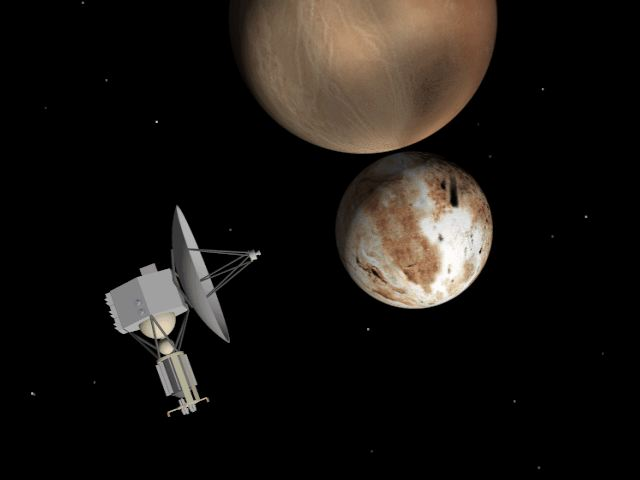
Immagine artistica della Pluto express.

Durante la fine degli anni 1990 furono scoperti numerosi oggetti transnettuniani, a conferma dell'esistenza di una Fascia di Kuiper. L'interesse per una missione nella fascia di Kuiper portò la NASA a considerare una missione non solo per un sorvolo di Plutone, ma anche per esplorare la Fascia di Kuiper e altri oggetti di quella zona di spazio. La missione venne quindi ribattezzata Pluto Kuiper Express, dopo che era stata inizialmente chiamata Pluto Express. Nei piani progettuali il peso del veicolo spaziale sarebbe stato di 175 kg, con 9 di strumenti scientifici a bordo e un costo di circa 250 milioni di dollari.
Tuttavia Goldin decise che la Pluto Kuiper Express era di scarsa importanza, e quindi ridusse drasticamente i finanziamenti al progetto. Alla fine, nonostante la selezione ufficiale degli strumenti scientifici e la nomina di diversi investigatori, l'allora direttore della missione scientifica Edward J. Weiler ordinò la cancellazione dell'intera missione nel 2000, per motivi di bilancio e dei ritardi accumulati, che avevano afflitto il progetto fin dal suo inizio. Al momento della cancellazione, i costi previsti superavano il miliardo di dollari.
Nel 2003 venne avanzata una proposta andata e ritorno per l'esplorazione di Plutone, con un orbiter e un lander che avrebbero dovuto mappare la superficie ed effettuare atterraggi multipli. Era prevista una sonda di acqua calda per l'esplorazione dell'interno delle calotte di ghiaccio e la possibilità di produrre propellente sul posto estraendo l'idrogeno dall'acqua tramite elettrolisi. Il piano di viaggio sarebbe stato di dodici anni e la sonda sarebbe tornata sulla Terra in altri dodici anni viaggiando a propulsione nucleare, portando sulla Terra campioni prelevati dalla superficie.

## La New Horizons

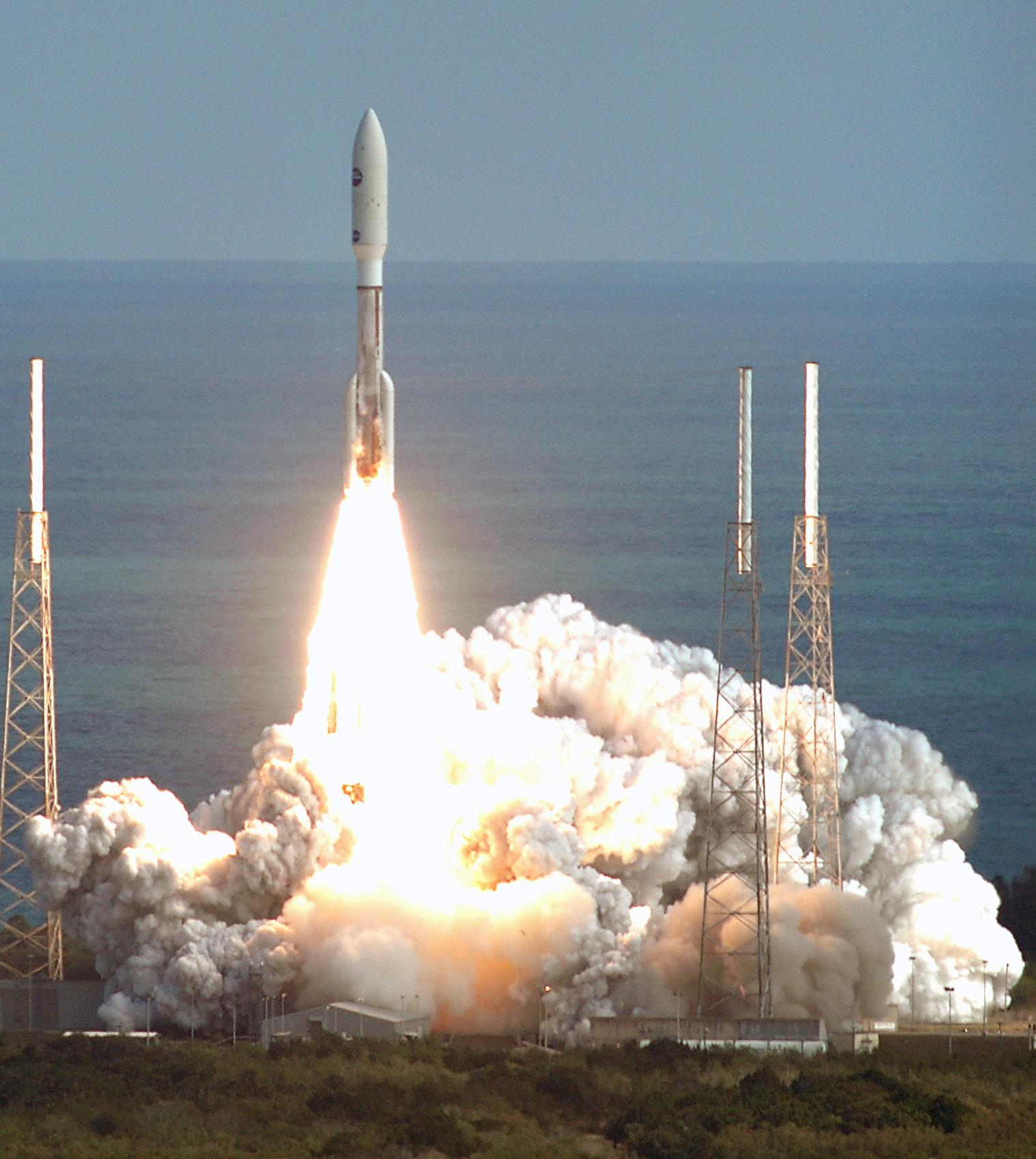
Il lancio della New Horizons il 19 gennaio 2006.

Le prime immagini di Plutone scattate dalla New Horizons

Nel 2003, dopo un'intensa battaglia politica, una nuova missione per Plutone è stata approvata: la New Horizons. La sonda è stata lanciata il 19 gennaio 2006 e il capo missione S. Alan Stern ha confermato che a bordo c'è una parte delle ceneri di Clyde Tombaugh, che è deceduto nel 1997.
Agli inizi del 2007 la sonda ha sfruttato la gravità di Giove per accelerare e dirigersi verso il pianeta nano. Il suo maggior avvicinamento al pianeta è avvenuto il 14 luglio 2015. Tuttavia le osservazioni scientifiche di Plutone sono iniziate cinque mesi prima e sono continuate anche dopo l'incontro. 
Nel settembre del 2006, la New Horizons ha scattato la prima immagine di Plutone, da grande distanza, durante un test del Long Range Reconnaissance Imager (LORRI). Le immagini ottenute da 4,2 miliardi di chilometri hanno potuto confermare la capacità della sonda di rintracciare obiettivi distanti, una capacità fondamentale per le manovre verso Plutone e verso gli altri oggetti della fascia di Kuiper.
La sonda ha analizzato e fotografato la superficie di Plutone e del suo satellite più grande Caronte. La scoperta dei piccoli satelliti Notte e Idra avrebbe potuto rappresentare una sfida imprevista per la sonda. I detriti derivanti dalle collisioni tra i piccoli oggetti della fascia di Kuiper e le piccole lune potrebbero produrre sottili e temporanei anelli di polveri. La New Horizons, trovandosi a passare attraverso un simile sistema, avrebbe potuto subire danni tali, da parte di micrometeoriti, da metterla fuori uso.

## Missioni future
Dopo il flyby della New Horizons gli scienziati sono rimasti stupiti man mano che arrivavano le immagini dalla sonda; si aspettavano un mondo freddo e desolato butterato di crateri d'impatto mentre invece le immagini pervenute hanno mostrato un'estrema diversità di panorami e strutture superficiali, che indicano invece che Plutone sia un corpo geologicamente attivo, nonostante la sua distanza dal Sole. Alcuni scienziati hanno iniziato a sostenere la necessità di una nuova missione su Plutone, con un modulo che entri in orbita attorno al pianeta nano. Tra gli obiettivi scientifici della missione ci sarebbe la mappatura della superficie con una risoluzione di 9 metri per pixel, osservazioni dei satelliti minori di Plutone, la mappatura topografica delle regioni di Plutone che non sono state osservate e la rilevazione delle variazioni superficiali e atmosferiche di Plutone durante la rotazione sul proprio asse. Alan Stern, che ha ricoperto il ruolo di Principal investigator per New Horizons, ha suggerito un orbiter in stile Cassini che dovrebbe essere lanciato intorno al 2030, in occasione del 100º anniversario della scoperta del pianeta nano. La sonda, una volta arrivata su Plutone, si servirebbe della gravità di Caronte per regolare la propria orbita per il raggiungimento degli obiettivi, e una volta terminati tutti i rilevamenti del sistema plutoniano, per dirigersi versi altri oggetti della fascia di Kuiper. Per diminuire i tempi del viaggio verso Plutone il NASA Institute for Advanced Concepts (NIAC), in collaborazione con il Princeton Plasma Physics Laboratory, sta studiando un particolare tipo di razzo a fusione nucleare a bassa radioattività per un orbiter e un lander per una futura missione a Plutone.

### Fusion-Enabled Pluto Orbiter and Lander

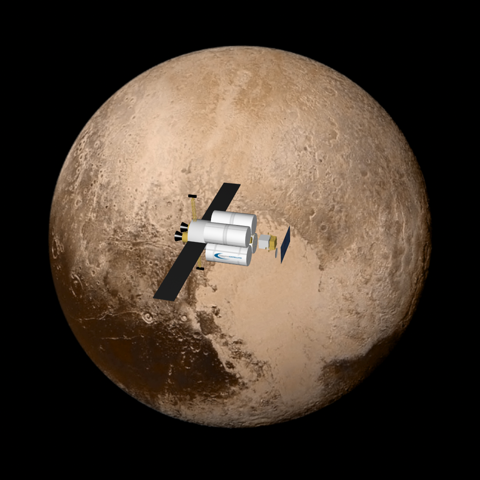
Immagine artistica della Fusion-Enabled Pluto Orbiter and Lander.

Il Fusion-Enabled Pluto Orbiter and Lander è uno studio finanziato dal NASA Institute for Advanced Concepts (NIAC) per inviare verso Plutone un orbiter e un lander del peso di 1.000 kg. Con un motore a propulsione nucleare arriverebbe a Plutone in appena 4 anni, impiegando meno della metà del tempo della New Horizons.

### Pluto Hop, Skip, and Jump
La Global Aerospace Corporation nel 2017 ha proposto una missione che prevede un lander chiamata "Pluto Hop, Skip and Jump" Il concetto descrive un velivolo che frenerebbe sfruttando la resistenza della sottile ma diffusa atmosfera di Plutone. Una volta sulla superficie, il veicolo avrebbe sfruttato la bassa gravità di Plutone per "saltare" da un sito a un altro, usando il propellente a disposizione. Questa proposta è simile al Triton Hopper della NASA per esplorare la più grande luna di Nettuno, Tritone.

### Persephone
Un'altra proposta presentata alla NASA nel 2020 è una sonda orbitale del sistema Plutone-Caronte, denominata "Persephone".
Sarebbe alimentato da 5 generatori termoelettrici a radioisotopi, conterrebbe diverse telecamere ad alta risoluzione e orbiterebbe per 3 anni attorno a Plutone e Caronte. Un obiettivo chiave sarebbe determinare se esiste un oceano sotterraneo su Plutone. Il costo stimato sarebbe di 3 miliardi di dollari statunitensi.